# Forteresse d'Arsouf
La forteresse d'Arsouf  ou forteresse d'Ibelin, est une fortification en Terre sainte du temps des croisés et de l'ordre de Saint-Jean de Jérusalem qu'elle a rachetée à la famille d'Ibelin. Elle se trouvait dans le royaume de Jérusalem.

## Histoire
Les Phéniciens établissent à cet emplacement un premier établissement au VIe siècle av. J.-C. Il est nommé d'après Reshep, le dieu phénicien de la guerre et du tonnerre. Le site est nommé Apollonia à la période hellénistique. Le site est restauré par le gouverneur de Syrie Aulus Gabinius et attire de nouveaux habitants car c'est le principal port au sud de la fertile plaine du Sharon. Sous la domination romaine, l'établissement se transforme en vraie ville, et Apollonia atteint son apogée à l'époque byzantine. Au Ve siècle et VIe siècle, la ville est appelée Sozousa et sert de siège épiscopal à la province de Palestine Première. Elle est prise par les Perses sassanides en 614 puis par les Arabes en 640. Ils en fortifient une partie, ce qui fait que la superficie urbaine diminue considérablement. La ville est alors appelée Arsuf.
Pendant les croisades, la ville est attaquée à deux reprises par les croisés en 1099. Elle est prise en 1101 par Baudouin Ier avec l'aide de la flotte génoise. La ville est appelée Arsour ou Arsouf par les croisés. En août 1187, elle tombe aux mains de Saladin mais elle est reprise le 7 septembre 1191 lors de la bataille d'Arsouf qui oppose Richard Cœur de Lion à Saladin. En 1241, Jean II d'Ibelin entreprend la construction d'un vaste château concentrique au nord de la cité. En 1261, les Hospitaliers achète la ville à la famille d'Ibelin. En 1265, le sultan mamelouk Baybars conquiert la ville. La forteresse tombe ensuite en ruine et il ne subsiste qu'un petit village.
Des fouilles archéologiques ont été réalisées sur le site d'Apollonia-Arsuf entre 1950 et 2006. Le site et les zones environnantes ont été transformés en parc national en 2002. Le parc se situe immédiatement au nord de la ville d'Herzliya.

## Sources
- (en) Jérôme Murphy-O'Connor, The Holy Land, Oxford, Oxford University press, coll. « Oxford Archaeological Guides », 2008, 551 p. (ISBN 978-0-19-923666-4, lire en ligne)
- Katharina Galor, Israel Roll, Oren Tal, Donald H. Sanders, Andrew R. Willis et David B. Cooper, « Apollonia-Arsuf between Past and Future », Near Eastern Archaeology, The American Schools of Oriental Research, vol. 72, no 1,‎ mars 2009, p. 4-27